# Afropoecilia kituloensis
Afropoecilia kituloensis is een vlinder uit de familie bladrollers (Tortricidae). De wetenschappelijke naam is voor het eerst geldig gepubliceerd in 2010 door Aarvik.
De soort komt voor in tropisch Afrika.